# Мердер, Карл Карлович
Карл Карлович Мердер (8 января 1787 — 24 марта 1834) — генерал-майор, генерал-адъютант, воспитатель императора Александра II.
Известен также своими записками-дневником, в котором описал юные годы Александра II. Мердер преподавал цесаревичу военное дело. Всю свою жизнь император относился с любовью и почтением к Мердеру.

## Биография
Родился 8 января 1787 года в Новой Белице Могилёвской губернии (ныне — Новобелицкий район города Гомеля), сын Белицкого городничего, отставного секунд-майора Белорусского гусарского полка, происходил из дворянского рода Лифляндской и Могилёвской губерний и имевшего саксонские корни.
Образование получил в 1-м кадетском корпусе, из которого выпущен в 1804 году корнетом в Елисаветградский гусарский полк.
Принимал участие в войне 1805 года против французов в Австрии, в сражении при Аустерлице — "шефский адъютант" Елесаветградского гусарского полка. При неудаче полковой атаки на французских кирасир вдвоём с шефом полка  — бароном Остен-Сакеном — геройски отбивался от их превосходящих сил до тех пор, пока не был трижды ранен палашом в голову. Вместе с шефом был взят в плен, но почти немедленно отбит обратно однополчанами. Несмотря на ранения — вернулся в расположение полка пешком. Затем он участвовал в кампании 1806—1807 годов против французов в Восточной Пруссии.
Тем не менее, в 1808 году Мердер по состоянию здоровья вынужден был оставить строевую службу — и был переведён дежурным офицером в 1-й кадетский корпус.
При открытии в Санкт-Петербурге Школы гвардейских подпрапорщиков и кавалерийских юнкеров Мердер получил назначение ротным командиром в эту школу с зачислением в лейб-гвардии Измайловский полк.
В июле 1824 года Мердер получил чин полковника и по выбору великого князя Николая Павловича, с согласия императора Александра I, был назначен воспитателем-наставником наследника цесаревича Александра Николаевича. По свидетельству современников выбор Мердера в качестве воспитателя наследника престола был весьма удачным. Так А. С. Пушкин считал Мердера «Человеком добрым и честным», великая княжна Ольга Николаевна вспоминала: «Он был прирождённый педагог, тактичный и внимательный. Правилом его работы было развить хорошие черты ребёнка и сделать из него честного человека». Также и В. А. Жуковский, который в это время руководил учебными занятиями будущего императора Александра II, высоко оценивал Мердера: «Отменно здоровый ум, редкое добродушие и живая чувствительность, соединённые с холодной твёрдостью воли и неизменным спокойствием души, — таковы были отличительные черты его характера. С сими свойствами, дарованными природой, соединял он ясные правила, извлечённые им из опыта жизни, правила, от коих ничто никогда не могло отклонить его в поступках». Александр Николаевич называл своего наставника «бесценный, мой второй отец».
Находясь на посту воспитателя и руководителя цесаревича, К. К. Мердер вёл записки, которые были впервые опубликованы в 1885—1886 годах.
При выступлении декабристов Мердер вместе со своим подопечным находился в Аничковом дворце и немедленно доставил наследника под усиленную охрану в Зимний дворец. В тот же день Мердер был пожалован званием флигель-адъютанта.
Карлу Карловичу для проживания были предоставлены покои на втором этаже юго-западного ризалита Зимнего дворца (северная часть зала № 307, залы № 306, 305, северная часть зала № 304).
14 октября 1828 года Мердер был произведён в генерал-майоры с зачислением в Свиту Его Императорского Величества.
19 декабря 1829 года Мердер за беспорочную выслугу 25 лет в офицерских чинах был награждён орденом св. Георгия 4-й степени (№ 4294 по кавалерскому списку Григоровича — Степанова).
Осенью 1832 года у Мердера обнаружились признаки болезни сердца и он с семьёй выехал на лечение в Берлин. Несмотря на отлучку Мердера из Санкт-Петербурга император Николай I 10 марта 1833 года пожаловал его званием генерал-адъютанта. На Пасху 1834 года Мердер, находясь на церемонии папского благословения на площади св. Петра, простудился. 19 марта у него началась лихорадка. 24 марта Мердер скончался, и через два дня был погребён на Английском кладбище. Когда об этом стало известно в Петербурге, император Николай запретил говорить сыну о смерти его наставника. Лишь 22 апреля после церемонии принесения присяги наследника престола, Николай сообщил Александру о смерти Мердера. В мае 1835 года прах Мердера с разрешения папы римского был перевезён на родину. 28 мая его похоронили на Смоленском лютеранском кладбище в присутствии цесаревича и принца Ольденбургского. После отпевания в лютеранской церкви наследник сказал: «Я никогда не справлялся о его вероисповедании, но я знал добрые дела, и мне не нужно было ничего более, чтобы уважать его и любить». Эпитафия Мердеру на надгробии гласит: «Не судил ему Творец, увидеть подвига начатого конец. И сладко отдохнуть среди семьи любимой».

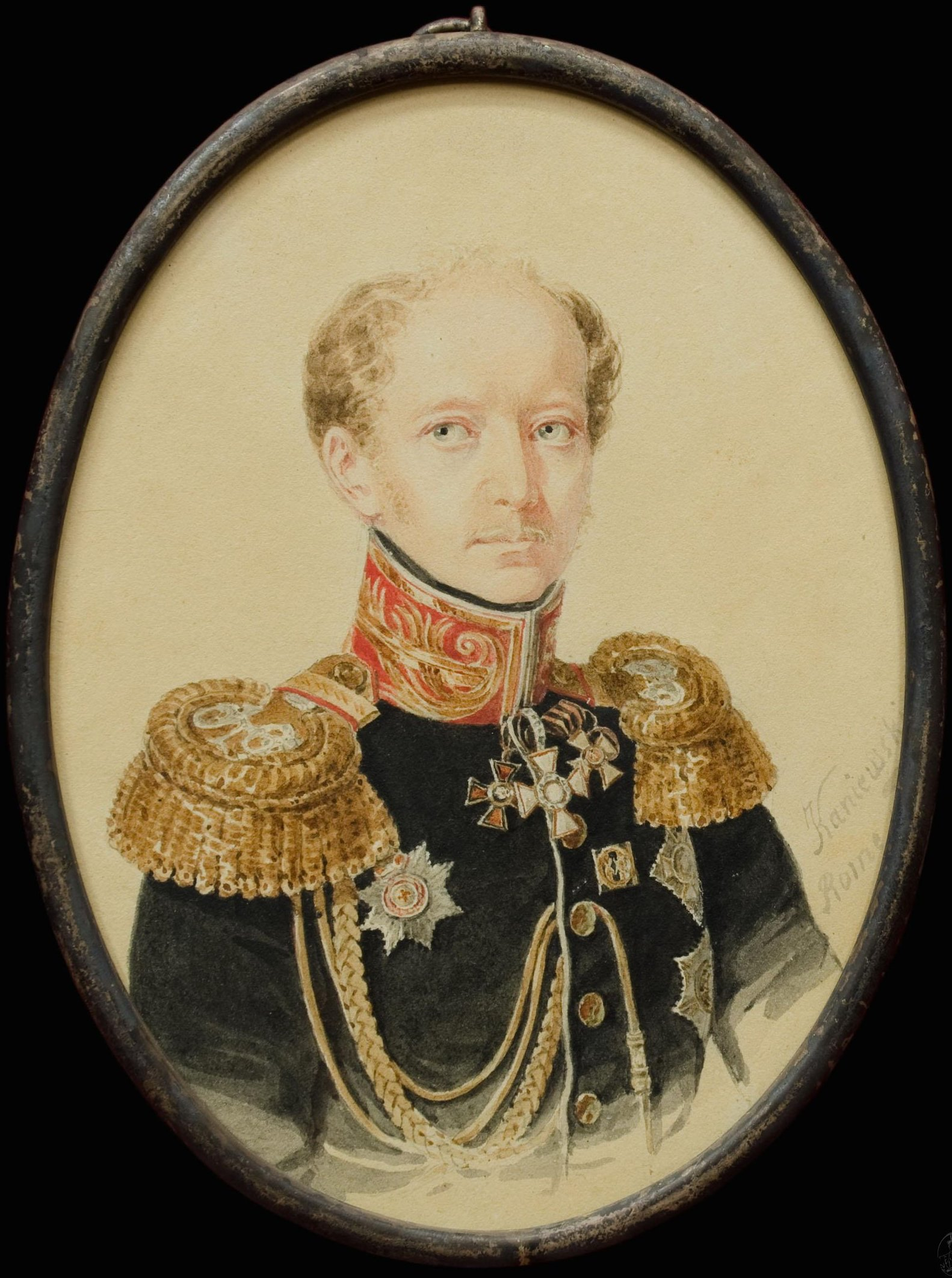
Портрет работы Яна Каневского, 1833 г.
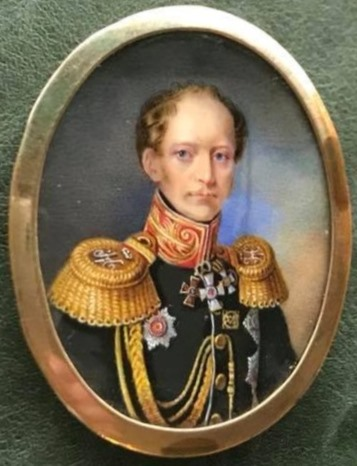
Портрет работы неизвестного художника, 1834 г.
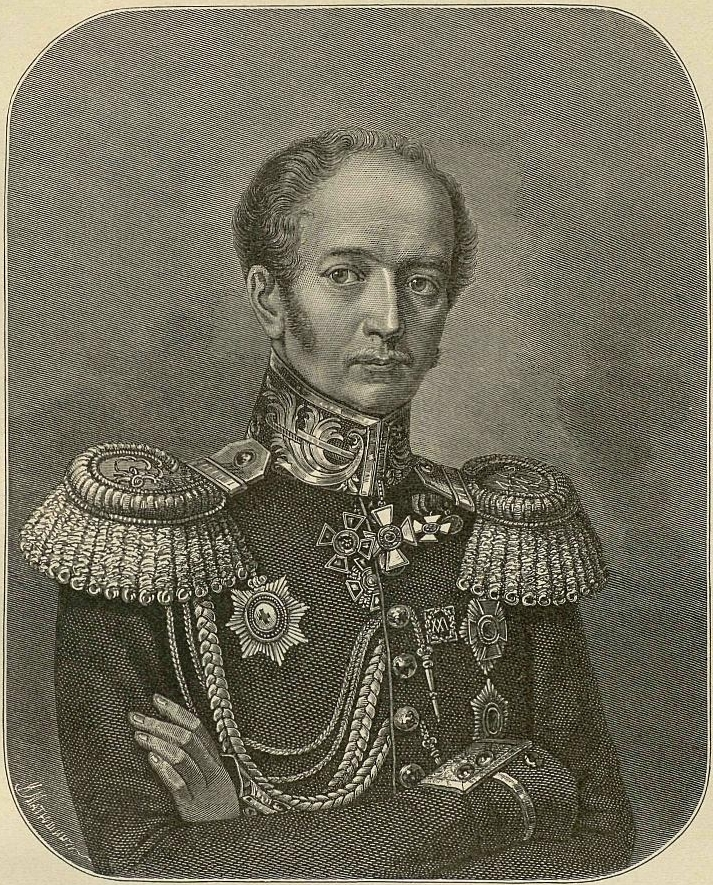
Гравюра Ивана Матюшина, 1885 г.

## Награды
- Орден Святой Анны 4-й степени[2]
- Орден Святой Анны 2-й степени (18.04.1826)
- Орден Святого Владимира 3-й степени (22.08.1826)
- Орден Святого Станислава 1-й степени (12.05.1829)[3]
- Орден Святого Георгия 4-й степени (19.12.1829)
- Орден Святой Анны 1-й степени (21.08.1831; императорская корона к этому ордену пожалована 08.11.1832)
- Знак отличия за XXV лет беспорочной службы (1831)

Иностранный:
- Прусский орден Красного орла 2-й степени с алмазами

## Сочинения
- Мердер К. К. Записки. — «Русская старина», тт. XLV — XLVIII, 1885; тт. XLIX — L, 1886.

## Семья
Брат Мердер, Павел Карлович (1797—1873) — генерал-лейтенант, участник Кавказской войны, сенатор.
Дети Карла Карловича Мердера:
- Пётр Карлович (1819—1894) — генерал от кавалерии, генерал-адъютант, член совета Главного управления Государственного коннозаводства.
- Павел Карлович (1824—1873) — полковник, командир 4-го гренадерского Несвижского полка
- Николай Карлович (1826—1891) — генерал-лейтенант
- Иван Карлович (1830—1907) — шталмейстер, благотворитель
- Мария Карловна (1815—1870) — фрейлина, писатель-мемуарист

## Образ в кино
- Союз спасения — актёр Алексей Потёмкин